# محمد إبراهيم جدع
محمد إبراهيم جدع (1914- 1978)، شاعر سعودي، من مواليد مدينة جدة، ووالد الشاعر عبد الإله جدع، أصدر نحو 5 دواوين منها (الإلياذة الإسلامية الجديدة)، قدم له محمد عبد المنعم خفاجي، وتناول الأيام الخالدة في حياة الرسول محمد، وقد تخرج محمد جدع في المدرسة السعودية بجدة عام 1927، وعمل بصفته موظفًا حكوميًا في وزارة التجارة (التجارة والاستثمار حاليًا). تتبع قصائده للشعر العمودي، وصدرت أعماله الشعرية الكاملة عن نادي جدة الأدبي عام 1984، وكُتبت عنه رسالة ماجستير أنجزها الباحث إبراهيم محمد المسلم بعنوان (شاعر من شواطئ جدة.. محمد إبراهيم جدع حياته وشعره) عام 2009.

## دواوينه
- وحي الشاطئ.
- الإلياذة الإسلامية الجديدة.
- أهازيج.
- الأعمال الشعرية الكاملة.[6][1]
- نبع الصفاء.
- نداء الحب.[4]